# Edificio de la fábrica de cervezas El Águila (Córdoba)
La fábrica de cervezas El Águila se encuentra situada en la ciudad de Córdoba (España) y fue construida en 1965. En esta fábrica se dan cita referencias históricas, nuevas tecnologías y un rotundo planteamiento formal, configurando un proyecto desde la más clara vocación funcional. El arquitecto Rafael de La Hoz Arderius acomete, con la colaboración de Gerardo Olivares James este proyecto, situado en el polígono industrial Las Quemadas. El complejo ocupa un altozano sobre la carretera que los arquitectos tratan como una colina ajardinada añadiendo así al edificio valores de escala y empaque.
En la década de los sesenta, funcionalismo y tecnología fueron unidos por algunos arquitectos en obras como la fábrica de cervezas El Águila de Córdoba. El desarrollo económico y la credibilidad que tuvo el país debido a la tecnocracia al comienzo de los años sesenta, propicia el avance tecnológico, que fue bien recibido por la arquitectura de vanguardia. Los arquitectos, que colaborarían en multitud de proyectos posteriores, aprovechan recursos como la diafanidad estructural y el muro-cortina de manera ejemplar, indicando así que la forma es respuesta de la función y su resolución técnica es suficiente para la expresividad estética.

## Influencias
La obra de Rafael de la Hoz Arderius es deudora de las nuevas tecnologías y de un rotundo planteamiento formal con vocación funcional. Es una arquitectura industrial con claras influencias de la vanguardia europea, que entienden la arquitectura como proyecto de colaboración en equipo, y que en sus formas y nos evocan conceptos como los de Le Corbusier o Mies van der Rohe. Es inevitable al hablar de las influencias que recibe Rafael de la Hoz en este proyecto mencionar la Bauhaus y sus nuevos parámetros para el arte. Para la escuela alemana la creación no es sino un intento de unificar lo estético y socioeconómico creando equilibrio.
Traducido al lenguaje de la modernidad, hay autores que han encontrado un referente en la propia Mezquita de Córdoba, y argumentan que sirve como discurso al arquitecto en este proyecto industrial. El templo islámico es una dirección, un muro, lo que va a originar el que a partir de ahí se establezca un sistema estructural basado en el crecimiento de crujías que usan esa quibla como primer elemento de apoyo de una cubierta que va a necesitar sucesivas alineaciones columnarias, creciendo hacia el patio o sahn. Rafael de la Hoz reutiliza supuestamente en esta obra el esquema islámico para establecer un muro de hormigón que va a marcar la dirección de composición de la estructura. Desde el muro irá creciendo la estructura hacia el espacio exterior o jardín, dejando así posibilitado un futuro crecimiento.
Al tratarse de un tipo de construcción industrial, ha de mencionarse a Julián Sobrino, que en su libro Arquitectura industrial en España: 1830-1990 afirma sobre este tipo de estructuras fabriles: 

el modelo que tuvo mayor fortuna hasta nuestros días es la nave tipo shed o de dientes de  sierra, siempre orientada al norte para captar una luz constante a través de sus dientes diáfanos, y que junto con la chimenea, conforman la imagen clásica de la industria tradicional.
Julián Sobrino: “Arquitectura Industrial en España: 1830-1990”

El movimiento moderno también tiene repercusiones en otros arquitectos del ámbito español y áreas cercanas, que realizan proyectos en la línea de Rafael de la Hoz. Dentro de España tenemos el ejemplo de la fábrica Emasa, situada en el ensanche barcelonés, obra del arquitecto Robert Terradas i Via y del ingeniero aeronáutico Vicente Alegre, donde se puede apreciar cierta similitud con el trabajo de Rafael de la Hoz. Las directrices verticales de los pilares metálicos en esta obra se encuentran con las franjas horizontales de vidrio en el mismo plano, recordando así el diseño de la fábrica de cervezas cordobesa. También en la vecina Portugal la industrialización aporta novedades a la arquitectura del momento, y tenemos los casos de la subestación de Coina, del arquitecto Francisco Keil do Amaral, y la central termoeléctrica de Tapada do Outeiro, del arquitecto Carlos Louveiro (1965-1967) donde vemos juegos arquitectónicos muy en consonancia con Rafael de la Hoz. Cuando el movimiento moderno penetra en Portugal, los arquitectos lusos desempeñan un gran papel en la configuración estética de las edificaciones fabriles.

## Encargo y Construcción
Este proyecto llega a Rafael de la Hoz en plena época aperturista, y tras haber viajado por Europa en 1954 y disfrutar de una beca Fullbright en el MIT de Estados Unidos en 1955. La voluntad de modernidad está completamente asumida en su proceder proyectual y las referencias a una arquitectura de estilo internacional son más que evidentes:Jacobsen, Richard Neutra... son referentes que se harán presentes en la fábrica de cervezas.
El encargo que recibe De la Hoz solicitaba que se tuviese en cuenta un programa funcional que no estuviese cerrado, que permitiera el crecimiento si las necesidades de producción lo requerían. También se pedían plantas diáfanas, posibilidad de almacenamiento de grano en silos. La iluminación se resuelve con las cubiertas de dientes de sierra en las zonas de producción, y para la zona administrativa hace un edificio con fachada de muro-cortina, y así resuelve además de la iluminación, la diafanidad visual y la ventilación. Con el tiempo la fachada se convertirá en un paradigma de la arquitectura del Movimiento Moderno.
Las instalaciones fueron cercadas en todo su recinto, y un puesto de control se encargará de resolver los aspectos portuarios del establecimiento. Se resuelve la cuestión con una garita acristalada que apenas se apoya en el suelo y un gran dintel que se extiende simétrico a ambos lados, dividiendo los dos sentidos de la circulación de vehículos; es el gran dintel metálico el que simboliza la portada.

## Historia
La cervecera El Águila aparece en Córdoba a mediados de la década de los años treinta, con la compra de la fábrica cordobesa La Mezquita, siempre con un carácter expansionista e innovador dentro del mundo empresarial español de la época. 
A partir de los años cincuenta se introducen nuevas mejoras en maquinaria, se introducen nuevos sistemas de frío y de embotellado, y se amplían las zonas de fermentación y guarda. En 1957, la fábrica de Córdoba inaugura la primera bodega con acondicionamiento de aire que se construía en España. Pero buena parte de ese carácter innovador se plasmará en la construcción en 1965 de la fábrica de cervezas más moderna de España, que cuenta ya con la primera máquina de agrupación de cajas, nueva tecnología pionera en el país. Para tal fin se encarga la obra al arquitecto cordobés Rafael de La Hoz Arderius, referente nacional de modernidad y garantía de imagen de desarrollo.
Cervezas El Águila es considerada a mitad del siglo XX un modelo de empresa española por su carácter innovador y su visión expansionista. Con la idea de asentarse en el sur de España, emprende la empresa de construir la más importante fábrica de cervezas de España y para ello se realiza el encargo al arquitecto cordobés Rafael de la Hoz, que con una carrera de poco más de una década de obra construida ya es un referente nacional por su propuesta abiertamente moderna. El arquitecto había mostrado desde su ópera prima en 1950, el edificio de la Cámara de Comercio de Córdoba, inaugurado en 1955, una voluntad por hacer de cada aspecto del proyecto y de cada elemento constructivo un ejercicio de transición y modernidad. El mejor reclamo publicitario para la marca era otorgarle credibilidad a los modos de manufactura, para lo que se quería dar una muestra evidente de calidad de las instalaciones y de limpieza en la producción, haciendo visible todo el proceso desde el exterior.

## Diseño
Con objeto de que la zona de fabricación sea diáfana, a pesar de las grandes cargas que soporta, se ha dispuesto un sistema de vigas de celosía, con dos metros de canto, para que resulten económicas. La consecuencia será la posibilidad de crear una entreplanta de dos metros, visitable, donde se alojarán las instalaciones con toda comodidad. Para que los forjados sean perforables en cualquier punto sin grandes destrucciones. Además, se ha previsto un sistema resistente de hierro con un recubrimiento protector de hormigón. 
Para que toda máquina se pueda cambiar de emplazamiento, la sobrecarga de cálculo considerada es constante en todo el recinto. A fin de conseguir diafanidad absoluta en los espacios de una sola planta y garantizar la persistencia de una buena iluminación tras futuras ampliaciones, las cubiertas de los mismos son metálicas en dientes de sierra, todas con orientación Norte. Para permitir cualquier modificación o cambio de montantes o bajantes de instalaciones, en las juntas de dilatación de conjunto se ha previsto doble muro, dejando una cámara interior visitable. Finalmente, para permitir desplazar las particiones sin molestar a la fachada, esta se ha modulado con divisiones verticales. Las estructuras que no son afectadas por la cualidad de flexibilidad (bodegas, silos, etc.) serán de hormigón armado.